# 요홍
진 말제 요홍(秦 末帝 姚泓, 388년 ~ 417년, 재위: 416년 ~ 417년)은 중국 오호 십육국 시대 후진의 제3대 황제이다. 자는 원자(元子)이다. 유유의 북벌로 국가가 멸망하면서 묘호와 시호는 없다.

## 생애

#### 초기 생애
요홍은 요흥(姚興)의 장자로 388년에 태어났다. 394년에 요흥이 황제에 즉위하자 요홍은 태자에 책봉되었다. 그러나 요홍은 학문과 시를 좋아하고 불교에 심취하여 나약했기 때문에 요흥의 걱정을 샀다. 또한 동생들이 태자 자리를 넘보기도 하였는데 특히 요흥은 요필(姚弼)을 총애하여 요필에게 많은 권한을 주었고 이로 인해 요필은 요홍을 몰아내고 태자가 되려 하였다.
요필은 414년에 반란을 일으키려다가 실패하였으며, 415년에도 반란을 일으켰다가 진압되고 유폐되었다. 요홍은 요필에게 자비를 베풀어 요필의 도당들을 대부분 살려주었다. 416년 초, 요흥의 병이 깊어지자 요홍은 요흥을 궁으로 맞아들여 임종을 지키려 하였다.
이에 요필의 도당들은 주살될 것을 두려워하여 모반을 일으켰고 궁전에서 전투가 벌어졌다. 그러나 요흥이 병을 무릅쓰고 나타나자 반란은 실패하였으며 요필은 처형되었다. 요흥이 다음날 죽자 요홍이 뒤를 이어 황제에 즉위하였다.

#### 황제 즉위 이후
요홍이 즉위한 지 얼마 지나지 않아 동진(東晉)의 유유(劉裕)가 북벌군을 일으켜 후진을 공격하였다. 요홍은 이에 대응하여 숙부 요소(姚紹)에게 군권을 맡겼으나 뒤이어 일어난 요의(姚疑)의 반란으로 적절한 대응을 하지 못하였다. 이로 인해 북벌군은 허창을 거쳐 낙양까지 점령하였다.
417년이 되자 하동의 포판과 동관에 병력이 집중된 틈을 타서 안정을 수비하던 요회(姚恢)가 반란을 일으켰다. 요회의 반란은 요소가 동관에서 돌아와 진압하였으나 이 반란으로 인해 후진은 안정을 상실하였다.
유유의 북벌군은 포판과 동관을 지속적으로 공격하였으며, 요소도 진중에서 분사하여 결국 방어선이 무너졌다. 요홍은 마지막 대군을 이끌고 출진에 앞서 후방을 안정시키기 위해 무관을 통해 들어온 북벌군 분대를 공격하였다.
그러나 소수의 북벌군이 분전하여 요홍은 대패하였으며 뒤이어 위수를 거슬러온 북벌군 별동대에 의해 장안(長安)이 함락되어 후진은 멸망하였고 요홍은 건강(建康)으로 보내져 참수당했다.
일설에는 요홍이 처형 직전에 산속으로 도망쳐 살아남았다고도 한다.

## 참고 문헌
- 《자치통감(資治通鑑)》
- 《진서(晉書)》

| 전 대 요흥(姚興) | 제3대 후진 황제 416년 ~417년 | 후 대 - |